# 日中高級事務レベル海洋協議
日中高級事務レベル海洋協議（にっちゅうじむレベルかいようきょうぎ）とは、日中間の首脳が海洋において両国が抱えている問題の解決に向けて行われる協議。この協議を通じて両国間で海洋に関する意見交換が行われ、相互の信頼を増進し協力を強化し、東シナ海を「平和・協力・友好の海」へと努力することを基本目標とする。これは2011年12月25日の北京での日中首脳会談で、野田佳彦内閣総理大臣により提案されたことで実施されることとなった。2012年5月16日には中国浙江省杭州で日中高級事務レベル海洋協議第一回全体会議が始まった。